# 悪魔曰く俺の嫁
『悪魔曰く俺の嫁』（あくまいわくおれのよめ）は、宮城りんによる日本の漫画作品。スクウェア・エニックスの月刊ガンガンJOKERにて2013年3月号から2013年12月号まで、ウェブコミック配信サイト『ガンガンONLINE』にて2013年2月21日更新分2013年11月21日更新分まで毎月第3週更新で連載された。

## 登場人物
りり子

ディオル

## 単行本
- 宮城りん 『悪魔曰く俺の嫁』 スクウェア・エニックス〈ガンガンコミックスONLINE〉、全2巻
  1. 2013年8月22日 ISBN 978-4-7575-4042-2
  2. 2014年2月22日 ISBN 978-4-7575-4230-3